# Административна подјела Бугарске
Административне подјеле Бугарске:
- Области Бугарске
- Град Софија
- Општине Бугарске
- НСТЈ статистичке регије Бугарске